# Públio Sulpício Lucrécio Barba
Públio Sulpício Lucrécio Barba (em latim: Publius Sulpicius Lucretius Barba) foi um senador romano da gente Sulpícia nomeado cônsul sufecto para o nundínio de julho e agosto de 99 com Senécio Mêmio Áfer. Ele é conhecido somente através de inscrições. Julian Bennet sugere que ele continuou sua carreira na administração civil depois do consulado.